# 约瑟夫-阿方斯·阿代马尔

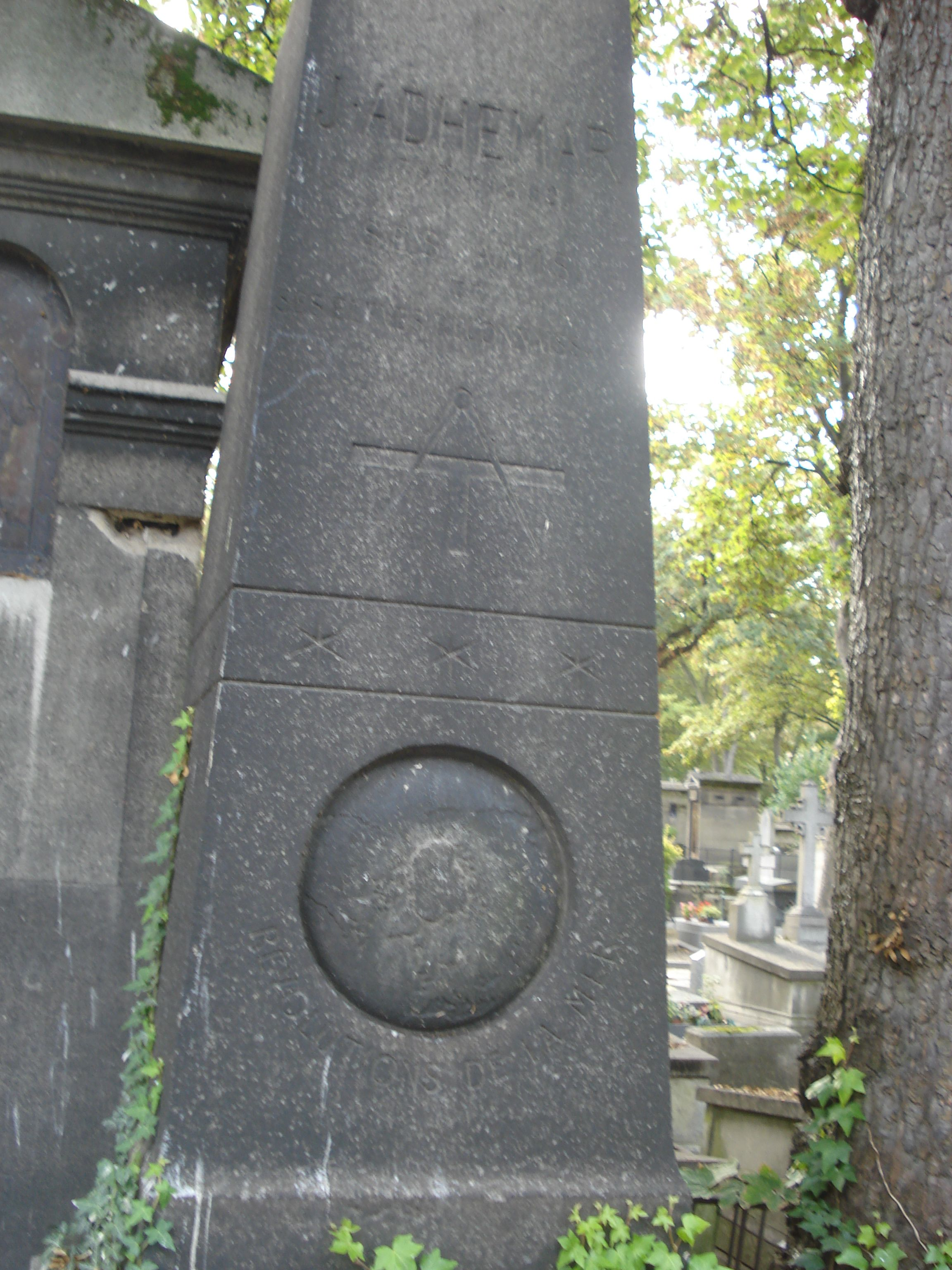
阿代马尔的墓碑

约瑟夫-阿方斯·阿代马尔（法語：Joseph-Alphonse Adhémar，1797年2月—1862年3月22日），法国数学家、地理学家。他在1842年出版的《海洋的变迁》一书中首次提出冰河时代可能是由天文学事件引起的。

## 对冰河时期的研究

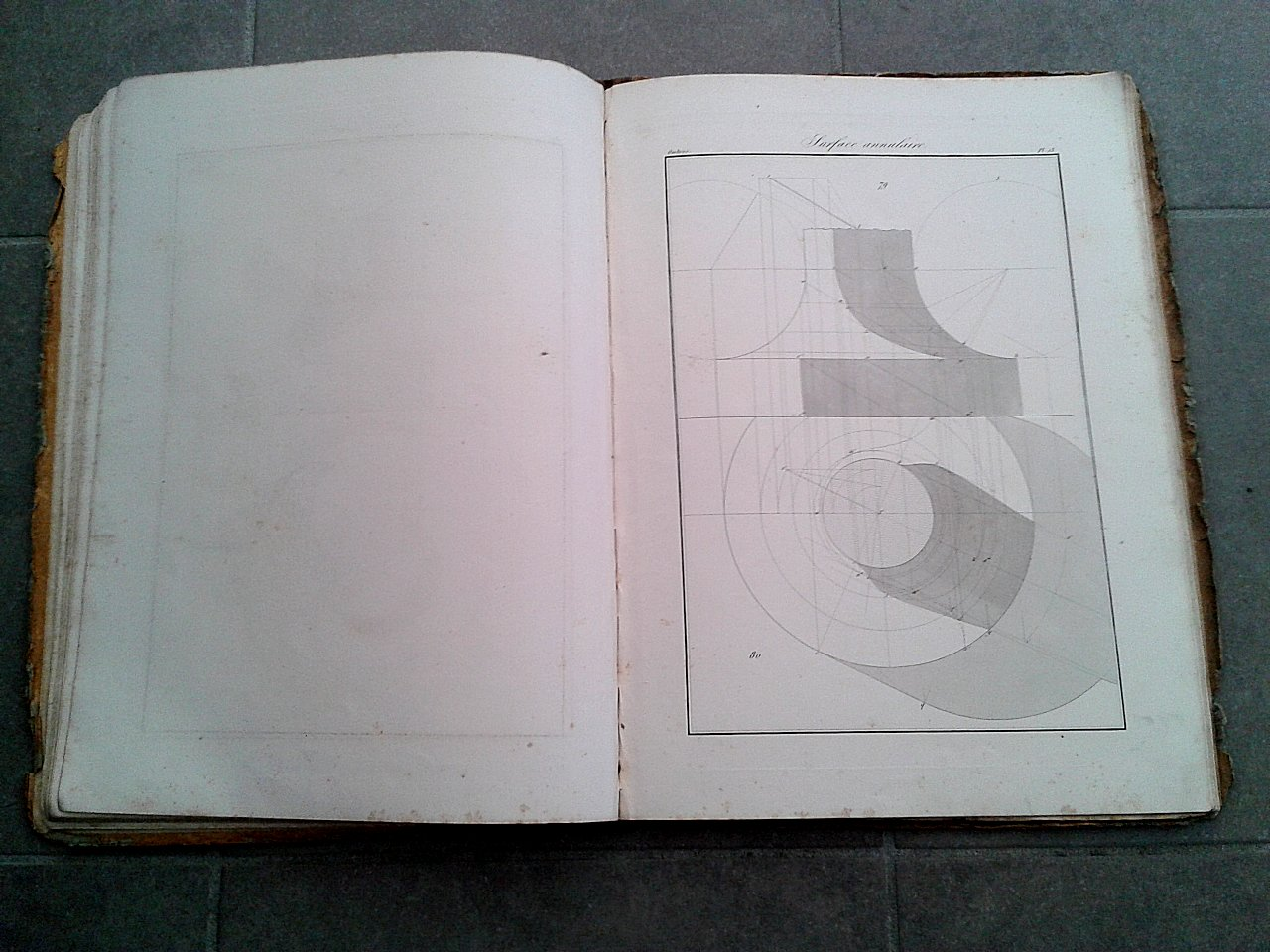
阿代马尔写的数学教材

阿代马尔毕业于巴黎综合理工学院，写过多部风行一时的数学教材。他在《海洋的变迁》中提出：因为地球轨道是椭圆形的，太阳位于其中一个焦点上。地球在北半球冬至附近最接近近日点，所以此时地球在轨道移动得更快。因此，从北半球的秋分到春分的时间比从春分再到秋分的周期短约七天；在南半球则相反。即北半球的冬季较短。据此推断，由于南半球在冬季有更多的黑夜时间，它一定更冷一些，并将南极洲冰盖归因于此。阿代马尔知道22,000年的岁差周期，并推测冰河时代发生在这个周期中，但当时他的支持者不多。
阿代马尔的理论得到了詹姆斯·克罗尔和米卢廷·米兰科维奇的进一步发展。阿德赫马尔预测了南极冰盖，并通过比较北极和环南极海洋的深度推测了其厚度。他发现南极海洋更深，并将其归因于南极冰盖的引力，他假设南极冰盖非常巨大，厚度约为90公里